# Никос Куркулис
Никос Куркулис (Кавала, 27. август 1972), право име Николаос Куркулидис, је грчки певач. Први пут се појавио крајем 1990-их. Објавио је многе хитове кроз сарадњу са музичким дуом, Филипом Пападопулосом.

## Рани живот
Рођен је 27. август 1972. у Кавали, где је одрастао. Музику је заволео јер је његова бака свирала бузуки. Прво је певао и свирао по клубовима у родном граду, а са осамнаест година се преселио у Солун, а потом у Атину.

## Каријера
Године 1997. је снимио албум „Κίνδυνος” (срп. Опасност), а наредне године албум овенчан златним тиражем „Παίζεις με τη φλόγα” (срп. Плес са ватром). Трећи албум „Μια νύχτα στον παράδεισο” (срп. Ноћ у рају) је постао велики хит.

## Приватни живот
Године 2005. је започео везу са популарном певачицом Кели Келекиду, венчали су се четири године касније.